# Heinkel He 176
Heinkel He 176 е немски реактивен самолет. Първият в света самолет, задвижван с реактивен двигател с течно гориво. Извършва първия си полет на 20 юни 1939 г. край Варнемюнде, пилотиран от Ерих Варзиц.
Реактивният самолет е частен проект на фирма Heinkel, чийто директор Ернст Хайнкел е поставял акцент върху развитието на високоскоростните технологии. Работата над He-176 не е била особено престижна, но поставя основните принципи на развитието на ракетната техника.
Самолетът е бил оборудван с катапултираща носова част.